# Erna Usenik Repina
Erna Usenik Repina, slovenska ljubiteljska gledališka igralka, knjigovodja, * 8. november 1931 Bloke na Notranjskem, † 1. februar, 2002.

## Življenje in delo
Izšolala se je za knjigovodjo. Njena prva vloga je bila leta 1951, in sicer vloga šepetalke v postojnskem  gledališču pri predstavi igre Dva bregova, kar pa je bilo v nasprotju z njenimi željami, saj si je želela igrati. Igrati je začela nekaj let kasneje, ko je s skupino priložnostno nabranih igralcev zaigrala v neki komediji na domačem odru na Blokah.
Ko se je preselila v Ljubljano, se je na prigovarjanje prijateljev zglasila pri direktorju Šentjakobskega gledališča v Ljubljani in se prijavila na avdicijo. Bila je vabljena na preizkus, na katerem ni bila najbolj uspešna, saj je zaradi treme recitacijo komaj izpeljala. Komisija je v njej videla potencial, zato je v sezoni 1953/1954 postala članica gledališča.
Njena prva vloga je bila Zvezda v Trnuljčici, to je vloga nekoga, ki se na odru ne pojavi, ampak govori izza kulis. Prvič je stala na odru šele v predstavi Cigani, avtorja Frana Milčinskega, ki jo je režiral Antej Gnidovec. Nastopala je v zboru, imela je malo teksta in veliko treme, ki se je ni nikoli otresla.
Kasneje je postala velika in nosilna igralka Šentjakobskega gledališča. Z nobeno ustvarjeno vlogo ni bila zadovoljna. Žal ji je bilo za prvo vlogo Francke v Jurčičevem Sosedovem sinu, ki bi jo kasneje, ko je dozorela, zagotovo veliko bolje odigrala. Tudi kasneje je veliko raje igrala resne in zahtevne vloge. Komedije je niso veselile. Rada se je spominjala svojih prvih vlog v Človeku z Marsa, Christine v Rjavolaskah, Katinko v Cvetju v jeseni.
Umrla je v 71. letu starosti. Pokopana je v svojem rojstnem kraju.

## Delo v Šentjakobskem gledališču Ljubljana
Vstopila je v sezoni 1953/1954. Leta 1996 je postala častna članica. Odigrala je 65 vlog, za njo je 1360 nastopov.
Med drugim je igrala tudi v predstavah:
- 1954/1955 Pepelka (Görner, režija Miran Petrovčič)
- 1955/1956 Ljubezen in logaritmi (Senečič, režija Drago Pogorelec)
- 1956/1957 Sosedov sin (Jurčič, režija Drago Pogorelec) Smrekarica
- 1958/1959 Človek z Marsa (Dobričanin, režija Drago Pogorelec)
- 1958/1959 Glavni dobitek (Lipah, režija Miran Petrovčič)
- 1958/1959 Čigav je otrok (Letraz, režija Peter Ovsec)
- 1959/1960 Važno je imenovati se Ernest (Wilde, režija Miran Petrovčič)
- 1964/1965 Vihar (W. Shakespeare, režija Peter Ovsec)
- 1968/1969 Sosedov sin (J. Jurčič, D. Pogorelec, režija Drago Pogorelec)
- 1968/1969 Dekle Ančka (F. Saleški Finžgar, V. Frantar, režija Drago Pogorelec)
- 1969/1970 Težka ura (M. Bor, režija Hinko Košak)
- 1970/1971 Razvalina življenja (F. Saleški Finžgar, režija Hinko Košak)
- 1970/1971 Martin Kačur (I. Cankar, F. Smerdu, režija Viktor Molka)
- 1970/1971 Miklova Zala (F. Žižek, režija Hinko Košak)
- 1971/1972 Tugomer (F. Levstik, B. Kreft, režija Peter Ovsec)
- 1971/1972 Sobota greha (A. de Stefani, režija Vesna Arhar)
- 1971/1972 Razbiti vrč (H. von Kleist, režija Peter Ovsec)
- 1972/1973 Gordijski vozel (L. Prenner, režija Vesna Arhar)
- 1974/1975 Odločitve (V. Trinkaus, režija Lojze Gerden)
- 1974/1975 Dr. (B. Nušić, režija Vesna Arhar)
- 1975/1976 Jakob Ruda (I. Cankar, režija dr. Marko Marin)
- 1976/1977 Rokovnjači (J. Jurčič, J. Kersnik, P. Lužan, režija Marko Marin)
- 1977/1978 Veronika Deseniška (O. Župančič, režija Vesna Arhar)
- 1978/1979 Brezjansko polje (Ž. Kozinc, režija Janez Drozg)
- 1979/1980 Deseta umetnost (A. Marodič, režija Franc Uršič)
- 1984/1985 Jezični dohtar Petelin (F. Žižek, režija Bojan Kapelj)
- 1986/1987 Orhideja (F. Hadžič, režija Iztok Tory)
- 1987/1988 Kekec je pač Kekec (J. Vandot, T. Partljič, režija Bojan Kapelj)
- 1989/1990 Figarova svatba (P. A. Caron de Beaumarchais, režija Jože Babič)

## Nagrade
- 7. junija 1980 ji je javni sklad Republike Slovenije za kulturne dejavnosti podelil Linhartovo spominsko plaketo.
- 4. junija 1981 ji je gledališče podelilo Harlekina I.
- 29. februarja 1996 se ji je Šentjakobsko gledališče zahvalilo za njen prispevek in ji podelilo zlati prstan gledališča in naziv častne članice gledališča.
- Značka za trideset let dela.